# Nikša Skelin
Nikša Skelin (Split, 25. ožujka 1978.), hrvatski veslač. Član veslačkog kluba "Gusar" iz Splita i standardni reprezentativac Hrvatske. Kao član posade osmerca s kormilarom hrvatske veslačke reprezentacije 2000. dobitnik je Državne nagrade za šport "Franjo Bučar". Ponovo je istu nagradu dobio s bratom Sinišom 2004. godine.
Najbolji rezultat na ergometru 2000m mu je 5:45.0 što je i aktualni državni rekord, dok je na ergometru 6000m bivši državni rekorder s 18:38.4.

## Dosadašnji važniji rezultati
Olimpijske igre
- 2004. Atena, Grčka: srebrna medalja u dvojcu bez kormilara, u sastavu: Siniša Skelin i Nikša Skelin
- 2000. Sydney, Australija: brončana medalja u osmercu, u sastavu: Branimir Vujević, Igor Boraska, Nikša Skelin, Siniša Skelin, Krešimir Čuljak, Tomislav Smoljanović, Tihomir Franković, Igor Francetić i kormilar Silvijo Petriško.

Svjetska prvenstva
- 2003., Milano, Italija: srebrna medalja u dvojcu bez kormilara, u sastavu: Siniša Skelin i Nikša Skelin
- 2002., Sevilla, Španjolska: brončana medalja u dvojcu bez kormilara, u sastavu: Siniša Skelin i Nikša Skelin
- 2001., Luzern, Švicarska: srebrna medalja u osmercu, u sastavu: Branimir Vujević, Igor Boraska, Nikša Skelin, Siniša Skelin, Krešimir Čuljak, Tomislav Smoljanović, Damir Vučičić, Oliver Martinov i kormilar Silvijo Petriško

Svjetski kup
- 2005. - ukupna pobjeda u dvojcu bez kormilara, u sastavu: Siniša Skelin i Nikša Skelin
- 2007. - ukupna pobjeda u dvojcu bez kormilara, u sastavu: Siniša Skelin i Nikša Skelin

## Vanjske poveznice
- Službene stranice braće Skelin  Arhivirana inačica izvorne stranice od 7. studenoga 2019. (Wayback Machine)